# Intellia Therapeutics
Intellia Therapeutics Inc. ist ein US-amerikanisches Pharmaunternehmen mit Sitz in Cambridge (Massachusetts), Vereinigte Staaten. Der Hauptzweck des Unternehmens ist die Bearbeitung von Genomen.

## Pharmazie
Das Unternehmen konzentriert sich auf die Entwicklung von Therapeutika unter Verwendung biologischer Werkzeuge namens CRISPR und Cas9. Das CRISPR/Cas9-Genomeditiersystem umfasst zwei Komponenten: a) das Cas9-Protein und b) die Leit-RNA-Sequenz. Das Cas9-Protein wirkt wie eine molekulare Schere, die den natürlichen zellulären Reparaturprozess initiiert, um ein Gen auszuschalten, zu reparieren oder einzufügen. Die Leit-RNA-Sequenz erkennt und lenkt das Cas9 zu einer spezifischen Ziel-Desoxyribonukleinsäure (DNA) -Sequenz. Die Sentinel-In-vivo-Programme des Unternehmens konzentrieren sich auf die Verwendung von Lipid-Nanopartikeln (LNPs) zur Abgabe des CRISPR/Cas9-Komplexes an die Leber. Die Abteilung des Unternehmens eXtellia Therapeutics konzentriert sich auf die Anwendung der CRISPR/Cas9-Genombearbeitung in den Bereichen Immunonkologie sowie Autoimmun- und Entzündungskrankheiten. Die Tochtergesellschaft des Unternehmens ist Intellia Securities Corp.
Es unterhält Partnerschaften mit Novartis, Regeneron Pharmaceuticals, Ospedale San Raffaele, Teneobio und GEMoaB Monoclonals.

## Geschichte
Intellia Therapeutics wurde im Mai 2014 gegründet, um Biopharmazeutika mit CRISPR zu entwickeln.
Das Unternehmen wurde von Atlas Venture und Novartis unterstützt. Der Gründungs-CEO war Nessan Bermingham von Atlas und Chief Scientific Officer (CSO) war John Leonard, ehemals CSO von   AbbVie. Zu den an der Gründung beteiligten akademischen Wissenschaftlern gehörten Rodolphe Barrangou, Rachel Haurwitz, Luciano Marraffini, Erik Sontheimer und Derrick Rossi.  Das geistige Eigentum rund um CRISPR wurde von Anfang an angefochten. Intellia lizenzierte Patente von Caribou Biosciences, die von Jennifer Doudna angemeldet wurden.
Im Januar 2015 schlossen Novartis und Intellia einen Vertrag, durch den Novartis das Recht erhielt, CRISPR für sein CAR-T-Programm zu verwenden, und die Unternehmen stimmten einer Zusammenarbeit zu über Möglichkeiten zur Verwendung von CRISPR zur Behandlung von Krankheiten mit hämatopoetischen Stammzellen, einschließlich Beta-Thalassämie und Sichelzellenerkrankungen. Intellia gründete eine Abteilung namens eXtellia Therapeutics, um die CAR-T-Zusammenarbeit mit Novartis zu verwalten.
Zu den Wettbewerbern von Intellia gehörten im Februar 2015 CRISPR Therapeutics, Editas Medicine und Horizon Discovery. Unter den großen Pharmaunternehmen hatte AstraZeneca das breiteste Spektrum an Zusammenarbeit mit anderen Firmen bzgl. CRISPR.
Im Dezember 2016 zog das Unternehmen in seinen neuen Hauptsitz in Cambridge, Massachusetts, um. Zu diesem Zeitpunkt hatte die Firma eine Arzneimittelabgabetechnologie für Lipidnanopartikel lizenziert. Damit sollte die Freisetzung, die Absorption und Verteilung von Wirkstoffen geregelt werden. Es sollte so die Abgabe des CRISPR-Arzneimittels an die Leber unterstützt werden.
Im April 2017 ging Intellia eine Partnerschaft mit Regeneron Pharmaceuticals ein. Die Unternehmen beschlossen gemeinsam, neue Produkte zu entwickeln. Im Rahmen der Partnerschaft erhielt Regeneron das ausschließliche Recht, die CRISPR-Plattform von Intellia für bis zu 10 Wirkstofftargets zu verwenden, von denen bis zu fünf Produkt-Wirkstoffe für Therapien außerhalb der Leber bestimmt waren.